# Epicardio

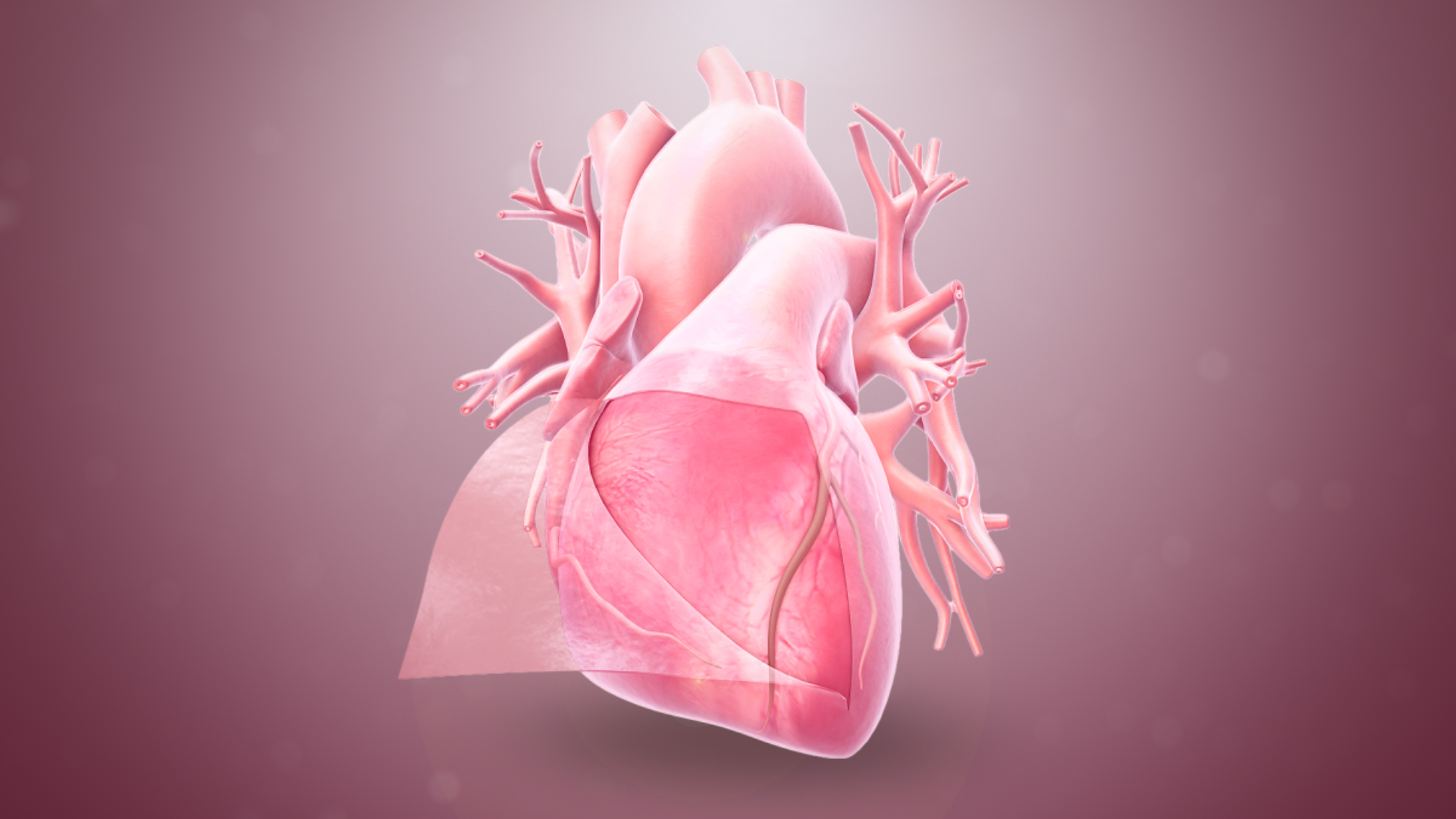
Epicardio

El epicardio es una membrana viscosa (la capa visceral del pericardio) que cubre la superficie externa del corazón.
Esta membrana junto con la capa parietal, constituyen la bolsa pericárdica en la que se encuentra el corazón.

## Características histológicas
Está formado por una única capa de células mesoteliales de forma plana o cúbica según el grado de distensión y tejido conectivo laxo que contiene los vasos sanguíneos y nervios; presenta además una importante cantidad de tejido adiposo (grasa).